# Heuerßen
Heuerßen è un comune di 1.017 abitanti della Bassa Sassonia, in Germania.
Appartiene al circondario (Landkreis) di Schaumburg (targa SHG) ed è parte della comunità amministrativa (Samtgemeinde) di Lindhorst.